# جوليا مورغان
جوليا مورغان (بالإنجليزية: Julia Morgan) هي مهندسة معمارية أمريكية، ولدت في 20 يناير 1872 في سان فرانسيسكو في الولايات المتحدة، وتوفي بنفس المكان في 2 فبراير 1957.

## معرض صور

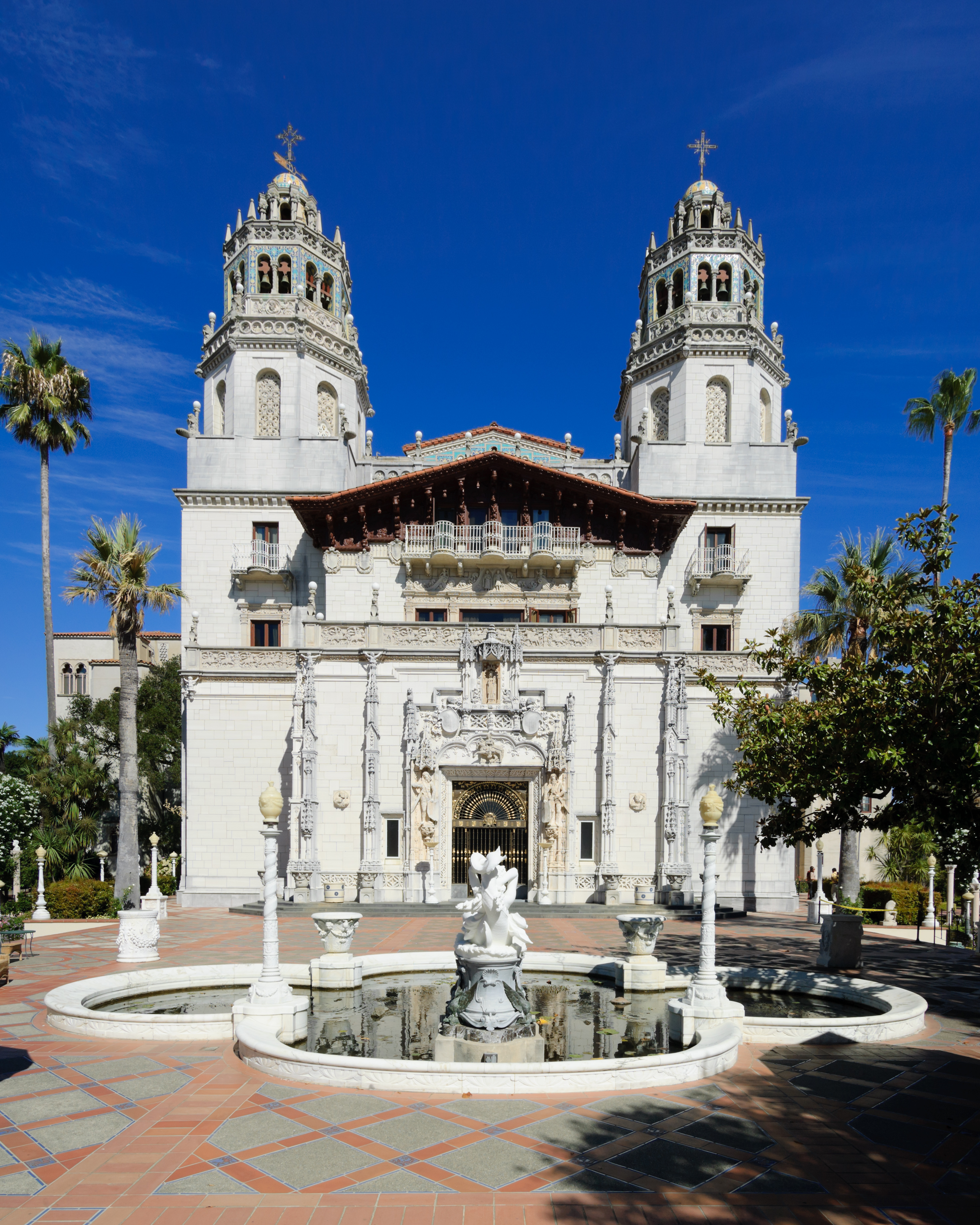
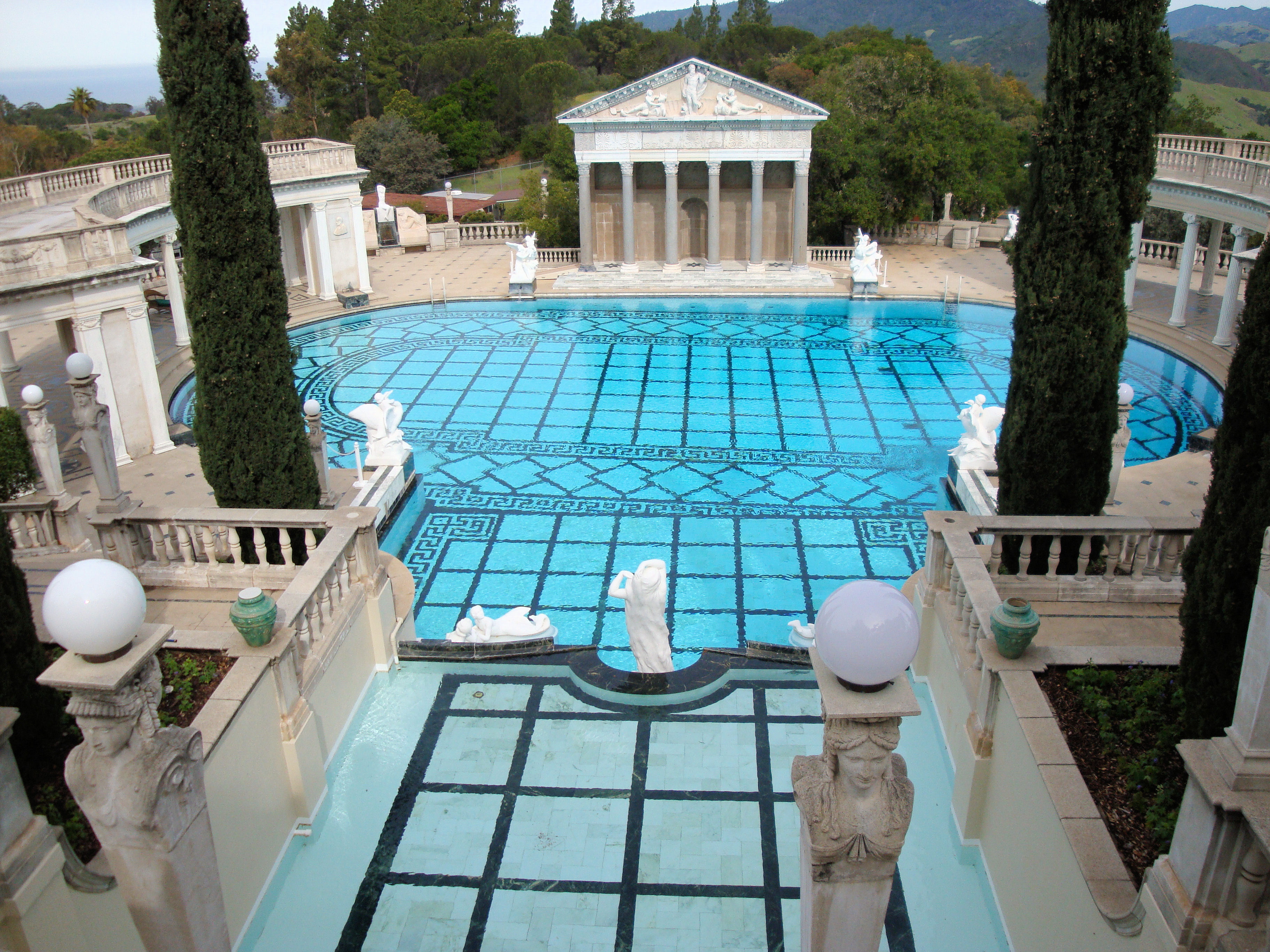
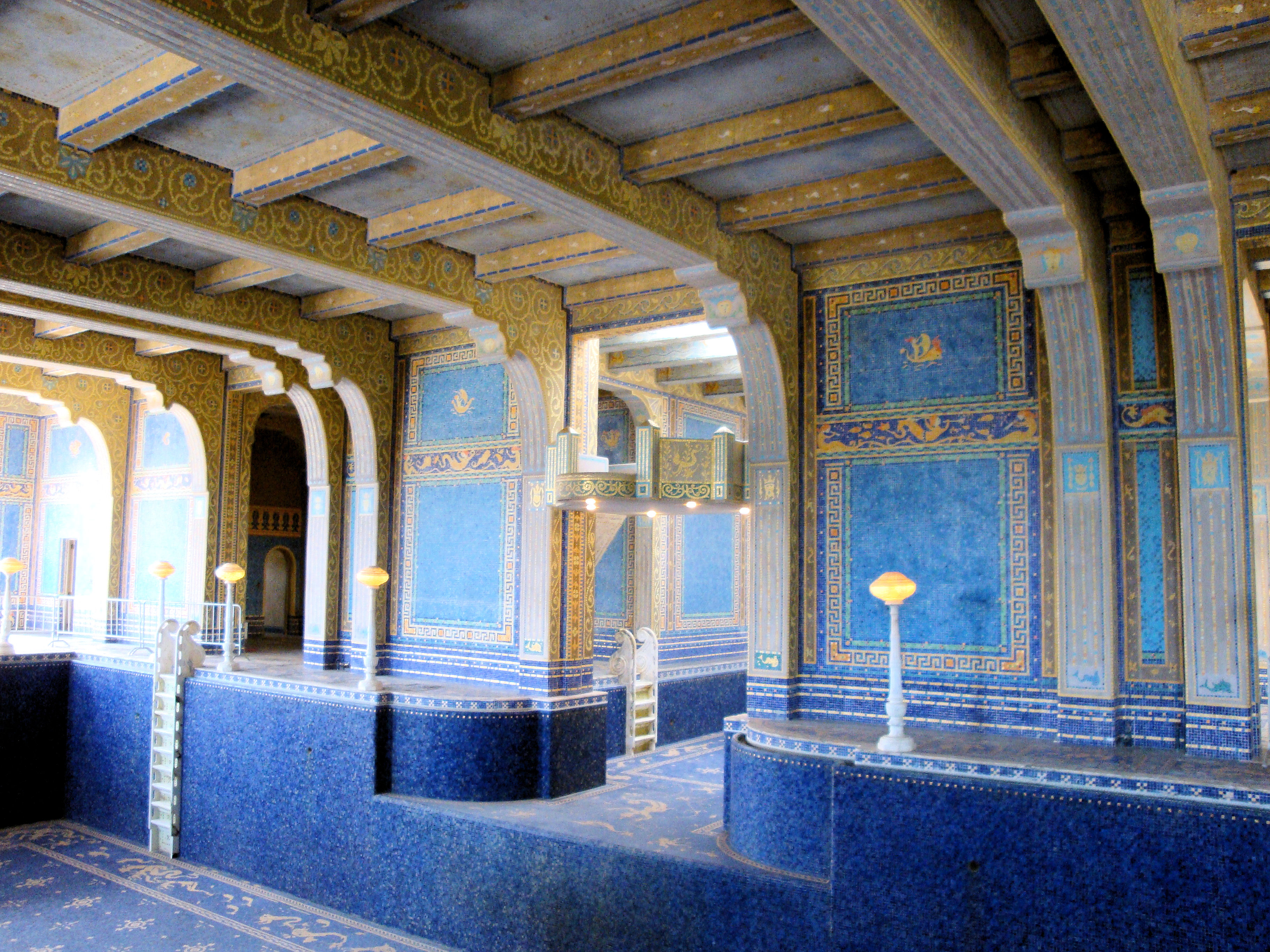

## وصلات خارجية
- جوليا مورغان على موقع الموسوعة البريطانية (الإنجليزية)
- جوليا مورغان على موقع إن إن دي بي (الإنجليزية)